# Bolt (empresa)
Bolt é uma empresa de tecnologia que fornece serviços de mobilidade, aluguer de veículos e trotinetas, partilhamento de carros e serviços de entrega de alimentos com sede em Tallinn, Estónia. A companhia está a operar em mais de 500 cidades em 45 países na Europa, África, Sudoeste Asiático e América Latina. Globalmente conta com 100 milhões de clientes e mais de 3 milhões de motoristas usam a plataforma da Bolt para oferecer viagens.

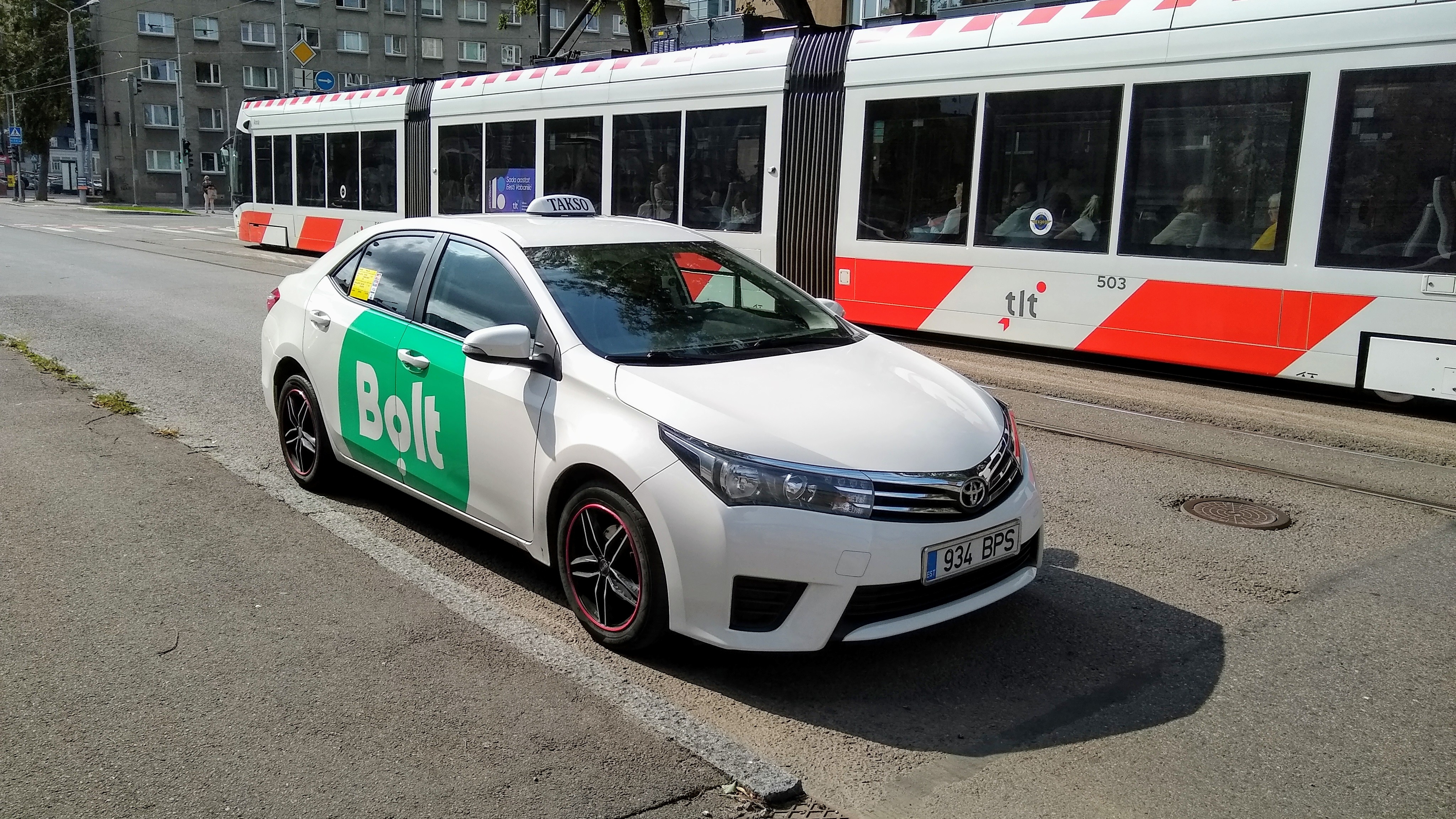
Carro de aluguer da Bolt em Tallinn.

## História
A Bolt foi fundada por Markus Villig em 2013, na época ele tinha 19 anos e estava no último ano do ensino secundário. O objetivo era criar uma plataforma que aglutinasse todas as empresas de táxi das cidades de Tallinn, na Estónia e de Riga, na Letónia. A companhia começou a operar em agosto de 2013 sob o nome Taxify em 2014 começou expansão internacional. Até hoje, Markus Villig é o mais jovem fundador de um unicórnio na Europa, bem como o mais jovem CEO no continente na lista 30 da Forbes.

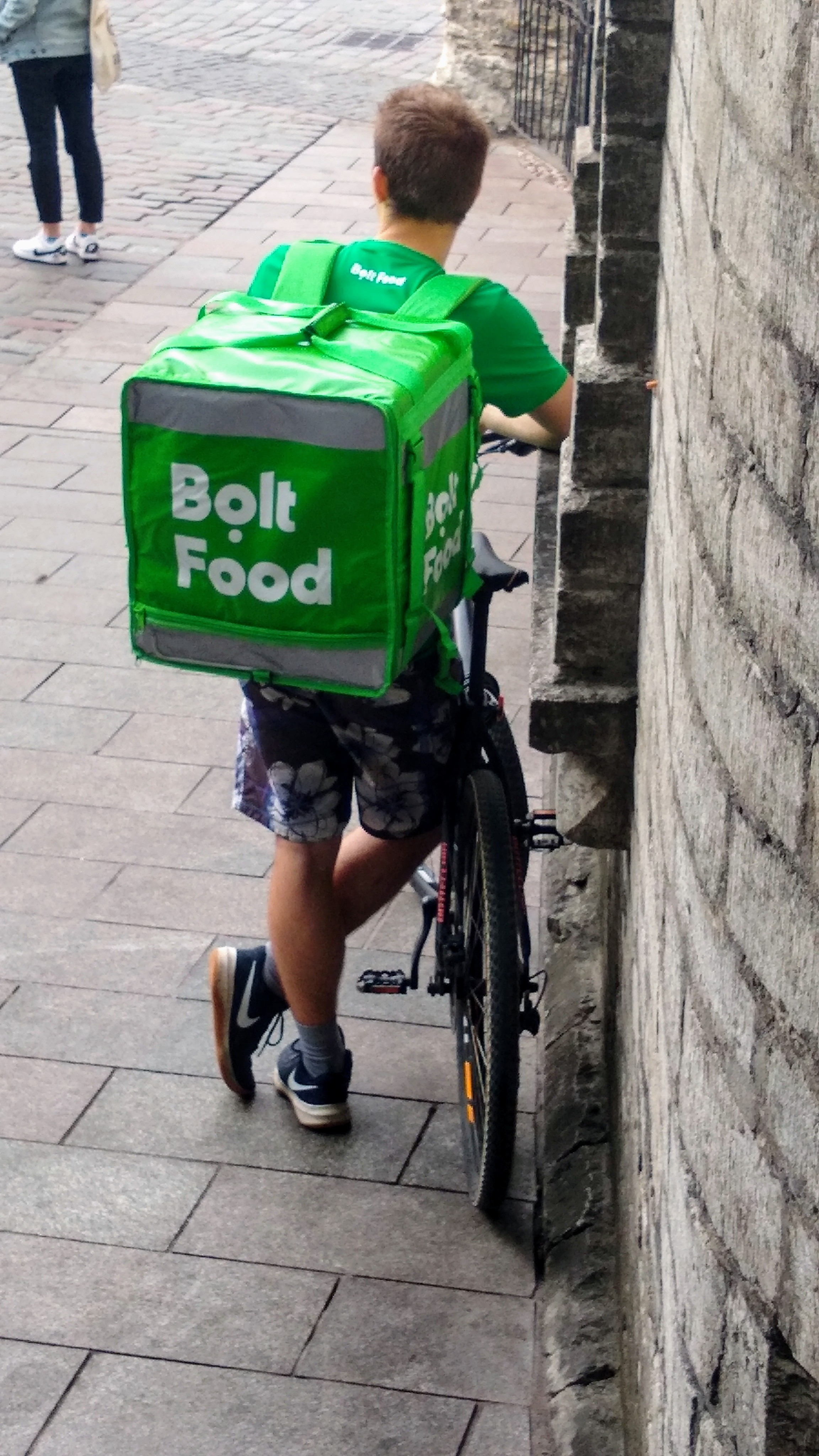
Estafeta da Bolt Food.

## Serviço
O serviço da Bolt funciona mediante uma aplicação disponível para Android e iOS que pode ser utilizado para solicitar viagens, alugar carros, trotinetas elétricas e bicicletas, e entrega de comida ao domicílio. A Bolt disponibiliza vários métodos de pagamento, incluindo cartão de crédito, cartão virtual (MB Way, MB Net) e PayPal. Quando a viagem solicitada é aceite, o usuário pode visualizar os dados pessoais do motorista e quando a viagem é concluída, ambos podem dar uma pontuação ao outro.

### Em Portugal
A companhia chegou a Portugal a 11 de janeiro de 2018 para concorrer com Uber e Cabify, as duas aplicações de transporte privado existentes naquela altura em Lisboa. Em agosto do mesmo ano, a Bolt continuou com a sua expansão pelo país e chegou ao Porto. Atualmente, a empresa tem operações nas seguintes cidades e regiões de Portugal: Algarve, Aveiro, Barcelos, Braga, Castelo Branco, Coimbra, Évora, Guimarães, Leiria, Madeira, Santarém, Sines, Viana do Castelo, Viseu e Santa Maria da Feira.

## Financiamento
O capital inicial para criar a empresa foi um empréstimo de 3.000€ que Markus Villig recebeu de seus pais. Antes do anúncio de uma parceria estratégica com a Didi Chuxing, Bolt já tinha recebido mais de 2.000.000€ por parte de investidores-anjos da Estónia e Finlândia. Em agosto de 2017, a Didi Chuxing investiu uma quantia oficialmente não revelada, embora fontes da indústria calculem o número em volta dos 50.000.000€. Em maio de 2018, uma rodada de financiamento de 175.000.000 de dólares liderada por Daimler e Didi avaliou a empresa em 1 bilhão de dólares, transformando-a num unicórnio.